# Massingy-lès-Semur
Massingy-lès-Semur település Franciaországban, Côte-d’Or megyében. Lakosainak száma 152 fő (2022. január 1.). Massingy-lès-Semur Lantilly, Pouillenay, Venarey-les-Laumes, Villars-et-Villenotte, Grignon, Juilly és Mussy-la-Fosse községekkel határos.

## Népesség
A település népességének változása:
| Lakosok száma | 92   | 90   | 120  | 200  | 182  | 173  | 163  | 158  | 156  | 152  |
|               | 1968 | 1982 | 1990 | 2006 | 2013 | 2015 | 2017 | 2019 | 2020 | 2022 |